# Laveyssière
Laveyssière är en kommun i departementet Dordogne i regionen Nouvelle-Aquitaine i sydvästra Frankrike. Kommunen ligger i kantonen Villamblard som tillhör arrondissementet Bergerac. År 2018 hade Laveyssière 142 invånare.

## Befolkningsutveckling
Antalet invånare i kommunen Laveyssière
Referens:INSEE